# 鞭状蠕鳞虫
鞭状蠕鳞虫（学名：Acoetes flagelliformis）为蠕鳞虫科蠕鳞虫属的动物。分布于伊朗湾以及中国大陆的南海北部湾等地。